# 小牛鞭草
小牛鞭草（学名：Hemarthria protensa）为禾本科牛鞭草属下的一个种。

## 扩展阅读
維基物種上的相關：小牛鞭草